# Schultiskopf
De Schultiskopf is een berg in de deelstaat Baden-Württemberg, Duitsland. De berg heeft een hoogte van 1.076 meter en is gelegen in het Zwarte Woud.